# Черноморски (Северски район)
Черноморски (на руски: Черноморский) е селище от градски тип в Русия, разположено в Северски район, Краснодарски край. Населението му през 2010 година е 8626 души.

## Население
Населението на града през 2010 година е 8626 души. През 2002 година населението на града е 8346 души, от тях:
- 7902 (94,7 %) – руснаци
- 222 (2,7 %) – украинци
- 58 (0,7 %) – арменци
- 40 (0,5 %) – беларуси
- 14 (0,2 %) – татари
- 11 (0,1 %) – гърци
- 9 (0,1 %) – германци
- 7 (0,1 %) – азербайджанци
- 5 – адигейци
- 5 – грузинци
- 3 – турци
- 1 – циганин